# Cornii de Jos, Bacău
Cornii de Jos este un sat în comuna Tătărăști din județul Bacău, Moldova, România.